# 渡辺雅弘
- 渡邊雅弘[1][2]

渡辺 雅弘（わたなべ まさひろ、1983年3月3日 - ）は、宮城県仙台市出身の元プロ野球選手（捕手）。

## 来歴・人物
柳生中学校から東北高校に進学し、2000年のドラフト9位で横浜ベイスターズに入団。同期入団の後藤伸也とは高校時代にバッテリーを組んでいた。福岡ダイエーホークスに指名された加藤暁彦も高校時代のチームメイト。
引退後は横浜DeNAベイスターズの球団職員として、湘南シーレックス担当、横浜DeNAベイスターズ一軍用具担当などを務め、2013年は打撃投手。2015年には中畑監督付きをし、2019年現在はチーム付き広報をしている。2022年時点でも、打撃投手が必要だと言われれば投げることもあるという。

## 詳細情報

### 背番号
- 69 （2001年 - 2004年）
- 105 （2010年 - 2014年）
- 112 （2015年）